# Olga Lamas
Olga Lamas (Rosario, 3 de junio de 1924 - Buenos Aires, 21 de octubre de 1988) fue una cantante de tangos. Se destacó por sus interpretaciones humorísticas, que le valieron su apodo «La Voz Traviesa del Tango».
Nació en la calle Pasco, de la ciudad de Rosario (provincia de Santa Fe).
Debutó en un festival benéfico en su ciudad natal, integrando como «cancionista» un cuarteto típico.
Luego viajó a Buenos Aires, donde actuó en locales nocturnos y teatros, y realizó presentaciones en radio El Mundo. Grabó varios discos para la compañía RCA Víctor.
Trabajó en teatro de revista con la vedette cubana Blanquita Amaro (1923-2007),
la pareja de baile Doris and Robert,
Margarita Dell,
Lina de Grey y
Nilda Guibaldo.
El ballet de Ethel Aldesson tuvieron a su cargo la parte coreográfica.
Trabajó en el musical Añoranzas, de Manuel Linares Rivas, presentado en el teatro Liceo.
Elenco:
Roberto García Ramos,
José Marrone,
Lalo Malcolm,
Margarita Dell,
el dúo acrobático Doris and Robert,
el trío Los Caballeros del Trópico y
el conjunto coreográfico que dirigía Ethel Alderson.
En 1968 participó en el espectáculo musical Tangoterapia, en el teatro Puerta de Lilas.

Elenco:
- Luis Landriscina,
- Rodolfo Crespi,
- Mabel Manzotti,
- Romualdo Quiroga,
- Olga Lamas y
- el cantor Carlos Moreno.

Los libretos eran de Luis Pico Estrada, Nora Etchenique, Miguel Coronatto Paz (hijo), Héctor Mendes y Oscar Viale.
La productora fue Poli, la propia dueña de teatro Puerta de Lilas (25 de Mayo entre Viamonte y Córdoba, en Buenos Aires).
En televisión actuó en la película Felipe (de Miguel Coronatto Paz), con
- Luis Sandrini,
- Blanca del Prado,
- María Esther Podestá,
- Jorge Pacini, por Canal 13.[10]

Participó en otro musical, de nombre inhallable en Internet.

Elenco:
- Olga Lamas (la Marquesa).
- Humberto Ortiz (vago).
- La Malagueñita (Broccoli Miss).
- Margarita Thell (Amelia).
- Ubaldo Martínez (El Loco).
- Antonio Provitilo (Morreiro).
- Rafael Barretta (galán chansonier).
- Amanda Orquin (Misia Sordelli).
- A. Fernández (Capitán Bao).
- Elena Parets (marinero).
- Coca River (camarera).
- Sara Peña
- Mary Peña
- Anita Chasco
- Arlete Key
- Coco River
- Lela García
- Yolanda Dufoir y
- la banda Gran Jazz Cubano-Brasileña Don Contreras

## Discografía[12]

### Milongas reas[13][14]
Milongas reas fue publicado por el sello Magenta, n.º 5068) en los años cincuenta.
1. «El marido», letra y música: R. Otero
2. «La bataraza» (milonga); letra y música: Ubaldo Martínez.[15]
3. «Señorita casadera», letra y música: D. R.
4. «El horóscopo», letra y música: Ubaldo Martínez.
5. «Sin suerte», letra y música: Ubaldo Martínez.
6. «Cuando un viejo se enamora» (milonga), música de Rodolfo Sciammarella y letra de Manuel Romero.
7. «La refinada» (milonga), música de Salomone, y letra de Ernesto Cardenal.
8. «Largá las penas», música de Alberto Soifer y letra de Manuel Romero.
9. «Apología tanguera» (milonga), música de Rosita Quiroga y letra de Enrique Cadícamo.
10. «Aquí estoy, porque he venido», de Carlos Acuña y Dizeo.
11. «Despedida de soltero» (milonga), 2:41, grabada el 29 de junio de 1955. Publicada como pista 14 en el disco Voces femeninas, vol. 2 (1927/1962).[16] del Trío Los Halcones
12. «Milonga», letra y música de Carlos Acuña.

### Grabaciones individuales[17]
- 1954-11-30, martes: «El llorón» (milonga, 1933, música de Juan Félix Maglio y letra de Enrique Cadícamo), 2:58, grabado con la Orquesta del Tiempo del Jopo.
  - Qué lindos tiempos viejos, vol. 24; AMP (CD-1277).
- 1954-11-30, martes: «La budinera» (milonga, 1910, música de Ángel Villoldo y letra de Francisco García), 2:38. Olga Lamas y su Orquesta del Tiempo del Jopo.
- 1955-06-29, miércoles: «Despedida de soltero» (milonga), 2:41, grabada el 29 de junio de 1955. Publicada como pista 14 en el disco Voces femeninas, vol. 2 (1927/1962).[16][18][19]
- 1955: «Hambre» (tango, 2:39), en la antología Voces femeninas, vol. 3 (1954/1959), - Colección 78 RPM (EU-17045), Euro Records.
- 1956: «Guapo sin grupo» (tango, 2:33), en la antología Voces femeninas, vol. 3 (1954/1959) - Colección 78 RPM (EU-17045), Euro Records.
- 1956: «Haragán» (2:13), en el disco Voces femeninas, vol. 3 (1954/1959), colección 78 RPM (EU-17045). Euro Records.

## Filmografía
- 1954: Soy del tiempo de Gardel.
  - Dirección: Homero Cárpena.
  - Escrita por Homero Cárpena y Humberto de la Rosa, basada en la obra teatral de Humberto de la Rosa.
  - En blanco y negro.
  - Elenco: Pedro Quartucci, Maruja Gil Quesada, Olga Lamas, Marcos Zucker, Homero Cárpena, José Rapuano (como Enrique Santos Discépolo), Lydia Quintana, Eduardo Cobas, Matías Riquelme, Ricardo Duggan, Enrique Alippi, Ricardo de Rosas, C. Morastino, Héctor Pacheco (voz), Aída Villadeamigo y Calígula.[20]
  - Esta película nunca se estrenó en cines, pero se ha pasado por televisión. Aparece la imagen y la voz de Carlos Gardel en fragmentos de los tangos «Mi noche triste» y «Silencio».[21]